# Xã Pitcher, Quận Cherokee, Iowa
Xã Pitcher (tiếng Anh: Pitcher Township) là một xã thuộc quận Cherokee, tiểu bang Iowa, Hoa Kỳ. Năm 2010, dân số của xã này là 1.212 người.